# Гримучник лісовий
Гримучник лісовий (Crotalus horridus) — отруйна змія з роду Справжній гримучник родини Гадюкові. Інша назва «смугастий гримучник».

## Опис
Загальна довжина досягає 1,5—1,9 м. Голова широка, велика. Тулуб товстий, кремезний. Забарвлення жовтувато—буре з чіткими поперечними плямами темно—коричневого або чорного кольору. Плями ці звужуються на боках, іноді звуження спрямоване вперед, плями мають форму напівмісяця. Часто вони облямовані вузькою світло—жовтою смугою.

## Спосіб життя
Полюбляє скелясті та щебнисті низькогір'я з розрідженим чагарником або окремими деревами, іноді болотисті низини або долини річок, узлісся або оброблені землі. Активний вночі або у присмерку. Харчується гризунами, птахами, земноводними, іноді пташиними яйцями.
Це живородна змія. Навесні, після виходу з зимівельних притулків, відбувається парування, а у вересні самиці народжують по 5—17 дитинчат.

## Отруйність
Отрута небезпечна. Укус цієї змії викликає важке отруєння, іноді може призвести до смерті. Отруту використовують у медицині, за один раз можна взяти 130 мг (у сухій вазі) отрути.

## Розповсюдження
Мешкає на сході США, на північ до штату Вермонта і на південь до узбережжя Мексиканської затоки. На півострів Флорида він не заходить, а на захід проникає до Техасу й Оклахоми. Також зустрічається на південному сході Канади.